# 许褚
许褚（？—230年？），字仲康，谯国谯（今中国安徽省亳州市）人，漢末三国时曹魏名將，自典韋戰死之後，主要负责曹操的護衛工作。许褚力大寡言，被称为“虎痴”。

## 生平

### 雄毅力絕
据《三国志》记载，许褚“长八尺余，腰大十围，容貌雄毅，勇力绝人”。年轻时在家乡聚集了数千户人家，共同建立壁壘以抵御贼寇。當時汝南和葛陂兩地的賊寇何仪、黄邵、何曼、刘辟、龚都等帶領萬餘人進攻許褚，許褚一眾寡不敵眾，力戰疲極。連箭矢都用盡，便令壁壘中的男女，收集如杅斗般大的石頭放在四角。許褚把石頭擲向敵人，所打中的都被擊碎。贼寇便不敢接近。後來缺粮，就与贼寇用牛交换粮食，牛到了对方手中后又跑了回来，结果许褚单手倒拖牛尾走了百步，贼寇大惊，不敢要牛就走了。从此淮、汝、陈、梁之地，听到许褚之名都感到畏惧。
建安三年（198年）秋天，曹操进占淮汝后，许褚率部众归附。曹操称赞许褚：“此吾樊哙也。”立即拜为都尉，在曹操身边任宿卫都尉，负责曹操的警卫工作。因其力大寡言且忠實被称“虎痴”，统领的卫队成员皆称“虎士”。
建安三年（198年），跟隨曹操征討張繡，許褚最先登上城牆，並斬賊首萬余，遷作校尉。随后的宛城之战，典韦战殁，自此由许褚担任曹操的护卫工作。
建安四年（199年），曹操又屯兵官渡。当时从士徐他等图谋造反，但由于许褚侍卫曹操，因而害怕而不敢谋变。当许褚离开休息期间，徐他等人怀刀进入。许褚回到家时突然心动，立即往还曹操帐侍卫。徐他等人对此并不知道，所以当入帐时看见许褚时皆大惊，连脸色都变了。许褚看到后立即把徐他等人杀掉。自此以后曹操更加亲近信任他，出入同行，不离左右。
建安九年（204年），从围邺城，力战有功，被赐爵关内侯。
建安十二年（207年），从伐乌桓，在白狼山遭遇而战，曹军发现乌桓军无序，曹操立即命令曹纯、张辽率兵冲锋，张辽兵分三路，徐晃、于禁、许褚各领一路。击败乌桓。

### 獨戰馬超
建安十六年（211年），从讨韩遂、马超于潼关。此战，曹操命大军渡河，自己只留了数百虎士与许褚在南岸断后，结果马超大军迫近情势危急，士兵争相渡水。许褚保护曹操上船后，斩杀敢攀船的馬超軍士兵，並用左手举马鞍为盾挡箭，船夫中箭而死后，许褚又以右手驾船，最终曹操平安渡河。当日如果没有许褚，则曹操很可能会落入马超军队手中。之后，曹操与马超、韩遂等单马会语，只带了许褚前往。马超本来想乘此机会袭击曹操本人，但他一向知道许褚的勇猛，怀疑随行的大将就是许褚，所以问曹操：“你的虎侯在哪里？”曹操指着许褚，许褚怒目瞪视马超，于是马超不敢实施行动，双方各自返回。数日后，曹军击败马超军，交战中许褚亲自斩得敌军首级。许褚因此次护卫作战有功，官封武卫中郎将。而因为马超问起虎侯，虎痴之名从此为天下称道，甚至有人以为这就是许褚的姓名。
建安二十年（215年），从征张鲁，到阳平关战事失利退军，派夏侯惇、许褚召回攻山的军队。但是曹操前军在夜间迷了路，误入了张卫的大营，侍中辛毗、刘晔等在后，将此情报知夏侯惇、许褚，二将不信。夏侯惇亲自看到后，才告诉曹操，刘晔建议曹操回攻，于是曹操回击，大败张鲁。

### 質重少言
許褚個性謹慎奉法，質重少言。有一次曹操宗族大将曹仁从荆州赶来朝谒，曹操在自己寝殿尚未出来，曹仁在殿外遇见许褚，邀他去旁边偏室坐下交谈。许褚只说了一句“魏王快出来了”，便转身返回殿内，招致曹仁记恨。有人问许褚：“征南将军曹仁是宗室重臣，屈尊找你说话，你为什么要推辞？”许褚回答：“他雖然是亲族重臣，但却是镇守外藩之将。而我许褚却是负责内部守备的，我们要说话在公开场所就可以了，何必到私下说。”曹操听说后，更加喜爱许褚，升任中坚将军。曹操逝世，许褚痛哭至吐血。
黄初元年（220年），曹丕称帝，封许褚万岁亭侯，升为武卫将军，总督中军禁兵。许褚深得曹操家族的信任，曹操死后继续负责曹丕的警卫工作。许褚下属的警卫部队中，很多都是剑客，其中有数十人官封将军，封校尉、都尉者有数百人。
太和元年（227年），曹叡即位后，又进封许褚为牟乡侯，邑七百户，同时亦赐其子一人为关内侯。许褚病死后，被追谥为壮侯。此后曹叡思念许褚忠心，又封了他两个子孙关内侯。

## 軼事
晉人陳安去洛陽遊學時，閱讀《三國志·許褚傳》後感嘆許褚為人，遂自取表字為「虎侯」。

## 历史评价
- 陈寿《三国志·魏书十八》评述许褚：“性谨慎奉法，质重少言。”“许褚、典韦折冲左右，抑亦汉之樊哙也。”
- 曹操：“此吾樊哙也。”
- 马超乃问太祖曰：“公有虎侯者安在？”太祖顾指褚，褚嗔目盼之。自此始也。军中以褚力如虎而痴，故号曰虎痴；是以超问虎侯，至今天下称焉，皆谓其姓名也。
- 李俨：“许仲康之忠勇，乃齐其位。”
- 张说：“思齐忠壮而异材，求之古人，张飞、许褚等也。”
- 马端临：“徐他谋逆而许褚心动，忠诚之至远同於日，且潼关之危，非褚不济，褚之功烈有过典韦。”
- 朱邦衡：“破张绣之役，斩首万计，皆褚等先登陷阵之功也。”
- 罗贯中：“天下瓜分汉欲亡，四方豪杰尽鹰扬。葛陂许褚投降后，自此何忧吕布强！”“凛凛威风镇九州，当年许褚果如虎。只因孟起军前见，天下从兹播虎侯。”“臂挽鞍鞒护主身，手持篙楫在波津。 若非许褚倾心救，孟德应为泉下人。”

## 家庭
- 兄許定，曾与许褚一起率领一群年轻人及宗族数千家，坚壁击退黄巾军，因军功封为振威将军，为王道巡回的虎贲指挥。
- 子許儀，嗣承牟乡侯，后被钟会所杀。
- 孙許綜，许仪之子，晋武帝即位后继承了祖、父的爵位。

## 藝術形象

### 三國演義
曹操平冀州時，許攸自以為功高而傲慢自大，常把曹操無我便無法取勝之類的話掛嘴邊而惹怒許褚，許褚暴怒之下殺死許攸，因此許褚被曹操責罵一頓但無重罰。

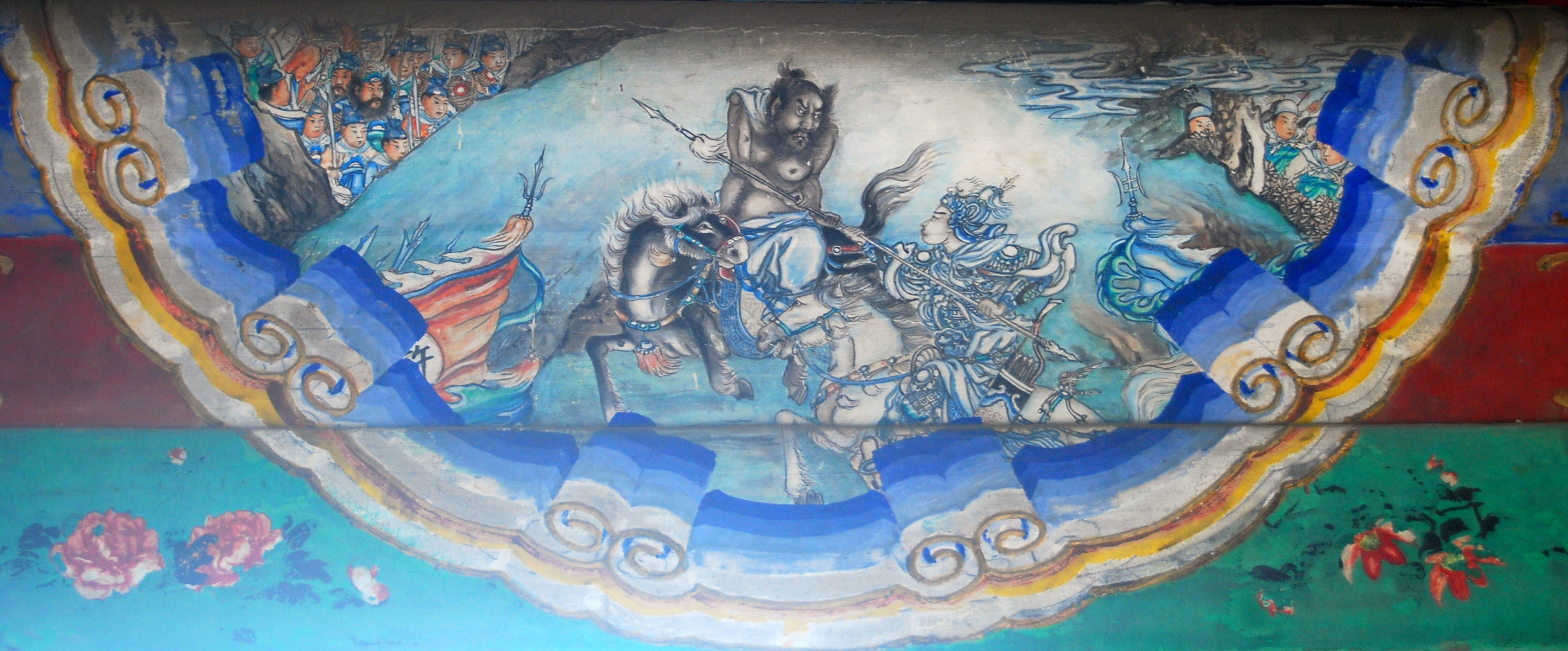
颐和园长廊彩绘中的许褚战马超。

書中描寫其武藝可和徐晃大戰五十回合戰平、和典韋有過兩次單挑未分勝負、和呂布單挑二十回合不分勝負（曹操再派出典韋、夏侯惇、夏侯淵、李典、樂進五人幫助許褚群毆）、和徐晃聯手夾攻關羽被對方奮力殺退、和張飛有三次交手（新野之戰、赤壁之戰、漢中之戰）、穰山之戰和趙雲大戰了三十回合未分出勝負、和張郃、夏侯淵、徐晃聯手和龐德以車輪戰之法耗其體力。
之後在潼關之戰接受馬超的會戰，與之大戰兩百多個回合，其間以裸衣會戰，也夾斷馬超的槍後亂打一通。曹操擔心許褚會有閃失，令夏侯淵和曹洪夾攻，馬超麾下龐德和馬岱以鐵騎衝擊，曹軍大亂連忙慌退，許褚的手臂因此中了兩箭。馬超最後對韓遂說：「吾見惡戰者莫如許褚，真虎痴也！」

### 影視
- 1975年电视剧《洛神》：談泉慶饰演許褚
- 1983年电影《华佗与曹操》：张毅燃饰演許褚
- 1994年电视剧《三国演义》：王建国、卢映、陈之辉、韩东饰演許褚
- 1994年電視劇《楊麗花歌仔戲洛神》：李绍铭饰演許褚
- 1996年電視劇《三國英雄傳之關公》：陆舜耕饰演許褚
- 1999年电视剧《曹操》：李少敏饰演許褚
- 2004年电视剧《武圣关公》：谢宁饰演許褚
- 2008年電影《赤壁》：崔玉贵饰演許褚
- 2009年電影《赤壁：決戰天下》：崔玉贵饰演許褚
- 2010年电视剧《三国》：郭涛饰演許褚
- 2011年电影《關雲長》：桑平饰演許褚
- 2012年电影《铜雀台》：池程饰演許褚
- 2013年电视剧《新洛神》：李泽晓饰演許褚
- 2013年电视剧《曹操》：赵明明饰演許褚
- 2015年电视剧《武神赵子龙》：姜宝成饰演許褚
- 2017年电视剧《军师联盟》：李龙饰演許褚
- 2020年电影《新解釋·三國志》：一之瀨亘饰演許褚

### 動漫遊戲
- 真三國無雙系列 / 無雙OROCHI系列（光榮公司開發，吉水孝宏配音）
- 吞食天地II 赤壁之戰（卡普空開發）
- 三國演義
- 《橫山光輝三國志》（橫山光輝）
- 《蒼天航路》（王欣太）
- 《火鳳燎原》（陳某）、火鳳燎原外傳小說《殘兵》（王貽興）:設定父親是董卓軍軍師許臨[4]，身形巨大和不諳言語，父親死後因觸犯軍紀[5]而離開董卓軍並聽從兄長指示投靠曹操軍，視曹操為父、視燎原火和司馬懿為殺父仇人，於曹操「奉孝殺戮」時登場，並力戰燎原火，但要害被刺卻敗於張飛，兄長許定在父親死後分別蟄伏於徐州陳家及司馬家辦事，患有消渴症,在呂布襲徐時登場，殺害曹豹以登上殘兵之首，在司馬家乘着曹操宛城之戰大敗密諜起兵反曹時，私下把扣押了原本送往曹操軍糧送予曹操，並回到河內與陸霜[6]血洗司馬家殺害四叔和郭昂[7]等百多人、廢張雷[8]，在燎原火現身下失敗告終，赤壁之戰時在司馬懿出賣諸葛亮下，兄弟聯手迎戰潛入曹營之燎原火，卻因形勢不利下撒兵，在曹丕崩殂、曹叡登位初期[9]，兄弟再次出手對付仇人，以兄長不久於人世在臨終前去拜祭父親之名來吸引燎原火，後失敗许褚在父親墓前和陸霜決戰並雙雙陣亡(後以病故稱之),許定亦成了殘廢。
- 《鎮魂街》（許辰）
- 《戀姬†無雙》（NEXTON旗下公司BaseSon開發，倉田まりや(遊戲)與澄田まりや(動畫)配音）

## 延伸阅读
[在维基数据编辑]
 《三國志·卷18》，出自陳壽《三國志》
 在维基共享资源阅览影像